# Делмонт (Јужна Дакота)
Делмонт (енгл. Delmont) град је у америчкој савезној држави Јужна Дакота.

## Демографија
По попису из 2010. године број становника је 234, што је 29 (-11,0%) становника мање него 2000. године.
| Група             | 2000.       | 2010.       |
| Белци             | 239 (90,9%) | 194 (82,9%) |
| Афроамериканци    | 0 (0,0%)    | 7 (3,0%)    |
| Азијати           | 1 (0,4%)    | 0 (0,0%)    |
| Хиспаноамериканци | 2 (0,8%)    | 8 (3,4%)    |
| Укупно            | 263         | 234         |